# 尼堡市鎮
尼堡市鎮（丹麥語：Nyborg Kommune）是丹麥的一個市鎮，位於菲英島東部，與西蘭島隔大貝爾特海峽相望，屬南丹麥大區。面積276.24平方公里，2009年人口31,714人。行政中心为尼堡。
2007年1月1日由原尼堡和厄拜克和烏勒斯萊烏兩個市鎮合併而成。